# Osteressen
Osteressen ist eine Ortschaft in der Gemeinde Essen (Oldenburg) mit 302 Einwohnern (Stand 2010).

## Lage
Die Bauerschaft Osteressen wird umgrenzt von den Ortschaften Bartmannsholte, Uptloh und Brokstreek und Essen. Der Name rührt von der östlichen Lage zur Ortschaft Essen. Osteressen wird von der Lager Hase und der Osnabrücker Hase durchflossen. Zur L 843 im Norden sind es etwa 400 Meter.

## Infrastruktur
Osteressen wird geprägt durch die zahlreichen Fachwerkhöfe im alten Hasetal.